# Ostęp
Ostęp – podstawowa jednostka systematyzacji lasu, w którym prowadzi się prace zrębowe. W ostępach stosuje się jeden kierunek cięć. Jest to powiązany ze sobą szereg drzewostanów. Poszczególne ostępy rozdzielają linie ostępowe. Przebieg linii ostępowych uzależniony jest od typu podziału powierzchniowego oraz dominujących w regionie wiatrów.
Ostęp oznacza też trudno dostępne miejsce w puszczy, gdzie dzikie zwierzęta mają swoje legowiska.

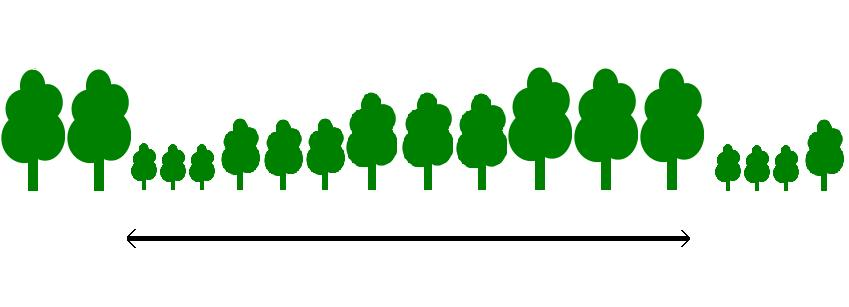
Schemat ostępu (obszar nad czarną linią to jeden ostęp)